# オークモントカントリークラブ
オークモントカントリークラブ (Oakmont Country Club) は米国東部ペンシルベニア州にあるカントリークラブで、その敷地の大部分はプラムの町に属するが、ごく一部がオークモントにかかっている。1903年に創立され、ゴルフコースは「全米トップランクのコースの中で最古」と言われる。1987年に国定歴史建造物に指定された。コース内をペンシルベニアターンパイクが横切るため2番から8番ホールが他ホールより分離されている。

## オークモントのコース
コースはヘンリー・ファウンズがその生涯で唯一設計したもので、1903年に開場した。リンクスコース建設に適していると考えられた古い農地を150人の作業員と20頭ほどのラバのチームが1年をかけて造成した。アレゲニー川沿いに立地したコースは、ウォーターハザードがなく、また2007年以降は樹木類もほとんどない。200ほどのバンカーがあり、USGA によるコースレートは77.5で、ゴルフ界では全米で最も難しいコースの一つとされている。巨大で起伏がきつく、極めつけに高速なグリーンを持つ。1940年代後半、ペンシルベニアターンパイク建設のために8番ホールを左に数ヤード動かした以外はすべて建設時のオリジナルのまま保たれている。もともとリンクススタイルのコースだったが1950年から1960年にかけて多数の木が植えられた。これらは1994年の全米オープン後に除去が始まり、2007年の改修時だけで5,000から7,000本が伐採された。グリーンの植栽はポアアヌア（スズメノカタビラ）で、メンバーがプレーする際のパーは71となっている。

コースはその傾斜でも有名で、特に1番、3番、10番、12番の各ホールは砲台型のグリーンを持つ。

オークモントの最も有名なハザードの1つは、3番ホールと4番ホールの間にある「チャーチピュー（教会の会衆席）」バンカーである。100 × 40ヤード（91 x 37 メートル）の大きさを持ち、その中に芝生の生えた直線状の尾根が12本並んでおり、教会の会衆席に似ていることからこの名称で呼ばれている。
長年にわたりオークモントのバンカーは通常よりも幅の広いレーキ（熊手）が使用され、これで砂を均すと深い溝が生じた。しかしこれが使用されたのは1962年の全米オープンが最後となり1964年にはクラブから姿を消した。

## ランキング
ゴルフダイジェスト誌による「全米100の偉大なコース (Golf Digest 100 Greatest Golf Courses in America)」特集では毎回継続して5位以内にランクされている。2007年では5位だった。毎年10位以内にランクされることは出版史上でも稀なコースの一つに数えられる。「50のタフなコース」のランキングでもオークモントは5位、Golflink.com では全体で3位にランクされる。

## 著名なゴルファーによる評価
- マイク・デービス（Mike Davis、 USGA 競技・ルール担当シニアダイレクター）：全米オープンがオークモントに戻ってくるのには理由がある。ここは正真正銘のチャンピオンシップゴルフのスタンダードだからだ。オークモントに勝るコースはない[14]。
- リー・トレビノ (Lee Trevino)：今すぐに全米オープンの会場に指定されて、それが実行できるコースは1箇所しかない。それがオークモントだ[15]。
- フィル・ミケルソン (Phil Mickelson)：実にきちんとしていて、特別な場所[16]。
- ジョニー・ミラー (Johnny Miller)：「多分世界で一番のコースだ。私がプレーした中で最も素晴らしいコースだ」

オークモントのグリーンに関して：
- タイガー・ウッズ：全米オープンでプレーした中で最もタフなコースの一つ。特に乾燥したグリーンはどうにもならない[9]。
- アーノルド・パーマー：「オークモントの全米オープンでは 72回グリーン上でプレイできるが、プレイするたびに勝利からどんどん離れていく[16]。」
- ロッコ・ミーディエートは、グリーンについて「ほとんど不可能」だと述べた。
- サム・スニードはかつて、オークモントのグリーンのひとつでボールをマークしようとしたが、コインが滑り落ちて行ってしまったという。
- リー・トレビノは、オークモントで 2 パットするたびに、リーダーボード上で順位が上がっていくことを知っていたと述べた。
- ジョニー・ミラーは、オークモントはプレーヤーのパット能力をテストするための最高のグリーンセットであると語った。
- USGAシニアディレクターのマイク・デイビス：「[オークモントのグリーンは]ゴルフで最も怖い」

## スティンプメーター
グリーンの速さを計測する機器であるスティンプメーターは、マサチューセッツ出身の傑出したアマチュアであるエドワード・スティンプソン（1904年 – 1985年）が、1935年にオークモントで開催された全米オープンに出場した直後に考案した。

## 参照
- ペンシルベニア州の国定歴史建造物のリスト
- ペンシルベニア州アレゲニー郡の国家歴史登録財リスト